# Nikanoria lindemani
Nikanoria lindemani är en stekelart som beskrevs av Zerova 1982. Nikanoria lindemani ingår i släktet Nikanoria och familjen kragglanssteklar.
Artens utbredningsområde är:
- Bulgarien.
- Kazakstan.

Inga underarter finns listade i Catalogue of Life.